# Stazione di Locarno (FART)
La stazione di Locarno della Ferrovie Autolinee Regionali Ticinesi (FART) è una stazione ferroviaria, capolinea della ferrovia Domodossola-Locarno ("Centovallina"). La stazione interrata, costruita al posto dello scalo merci FFS/FART, è stata aperta all'esercizio il 17 dicembre 1990. La precedente stazione di superficie, chiusa il 29 maggio 1988, era stata messa in funzione nel 1908 per la ferrovia Locarno-Ponte Brolla-Bignasco.

## Interscambi
- Stazione ferroviaria (Locarno (FFS))